# 1617 Alschmitt
1617 Alschmitt este un asteroid din centura principală, descoperit pe 20 martie 1952, de Louis Boyer.